# Medium Combat Aircraft

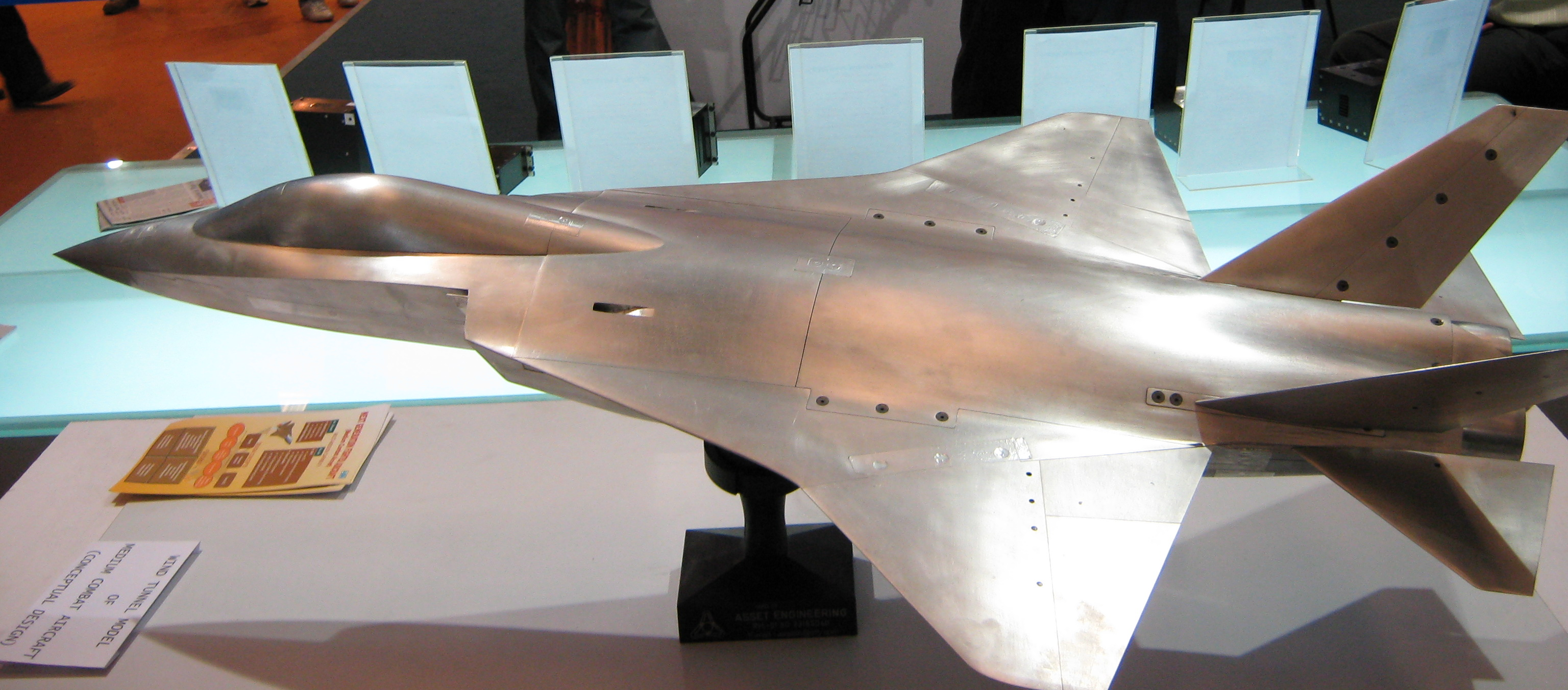

Medium Combat Aircraft (MCA) (engl. avion de luptă mediu) este un avion de luptă de generația a cincea, bimotor, greu detectabil, care se află în faza de proiectare. Va complementa avioanele HAL Tejas și Suhoi Su-30 MKI pentru Forțele Aeriene Indiene. 